# Cratere Yaiza
Yaiza è un cratere sulla superficie di Marte.